# حشرات لاک‌پشتی
حشرات لاک‌پشتی (نام علمی: Podopinae) نام یک زیرخانواده از تیره سن‌های بدبو است.